# Сергино (Красноярский край)
Сергино — посёлок в Козульском районе Красноярского края России. Входит в состав Жуковского сельсовета. Находится на левом берегу реки Жуковка (приток Кемчуга), примерно в 24 км к востоку-юго-востоку (ESE) от районного центра, посёлка Козулька, на высоте 297 метров над уровнем моря.

## Население
| 2010 |
| ---- |
| 0    |

По данным Всероссийской переписи, в 2010 году постоянное население в посёлке отсутствовало.

## Транспорт
Вблизи Сергино расположен одноимённый остановочный пункт Красноярской железной дороги.